# Droga krajowa B98 (Niemcy)
Droga krajowa nr 98 (niem. Bundesstraße 98, B 98) – niemiecka droga krajowa przebiegająca  z zachodu na wschód. Część pierwsza od skrzyżowania z drogą B169 na obwodnicy Zeithain do skrzyżowania z drogą B97 w Laußnitz, część druga od skrzyżowania z drogą B6 w Bischofswerda do skrzyżowania z drogą B96 w Oppach w Saksonii.